# Kennewick
Kennewick (kiejtése: kɛnəwɪk) az Amerikai Egyesült Államok északnyugati részén, Washington állam Benton megyéjében elhelyezkedő város, a Tri-Cities agglomerációs körzet része. A 2010. évi népszámlálási adatok alapján 73 917 lakosa van.

## Története

### Őslakosok
A térség első lakói az umatilla, wanapum, nez perce és yakama indiánok voltak. Az alacsony tengerszint feletti magasság miatt a telek enyhék voltak, a folyómenti elhelyezkedés pedig egyszerűbbé tette a halászatot. Lewis és Clark két településről számoltak be: a 2600 lakosú Wollawollah-ról és a 3000 lakosú Selloatpallah-ról.
A település nevének eredete vitatott. Egy elmélet szerint az elnevezés jelentése „füves hely”, míg egy másik szerint „téli paradicsom”. Egyes feltételezések szerint a helység névadója Chenoythe, a Hudson’s Bay Company munkatársa; az elnevezés a helyiek kiejtése miatt módosult Kennewickre. 1886 és 1891 között a települést Tehe néven ismerték, a leveleket is ide címezték.

### Kora 20. század
Az 1855-ös Walla Walla Tanácson az umatilla és yakama törzsek a területükről lemondtak. Az első állattartók az 1860-as években jelentek meg; az első állandó település Ainsworth volt.
Az 1880-as években a Columbia folyón gőzhajók közlekedtek; a vasúti híd megépültéig az áruszállítást komppal biztosították. 1887-ben Kennewick és Pasco között ideiglenes vasúti híd épült, ez azonban a tél során megsemmisült, így 1888-ban állandó építmény váltotta. Kennewick első iskolája ekkor nyílt meg, azonban nem sokkal később leégett. A lakosok többségében építőmunkások voltak, akik a híd elkészülte után elköltöztek.
Az 1890-es években a Northern Pacific Irrigation Company csatornák ásásával és szivattyúk telepítésével művelhetővé tette a földeket. A régióban gyümölcsöskertek és szőlőültetvények létesültek, valamint epertermesztéssel is foglalkoztak. A századfordulón alapították meg a város első újságját, a Columbia Couriert. Kennewick 1904. február 5-én kapott városi rangot; az újság nevét egy év múlva Kennewick Courierre módosították. Benton megye székhelyét többször is megpróbálták népszavazás útján megváltoztatni, azonban az mindig Prosser maradt.
1915-ben a Celilo-csatorna a Columbia folyón át összeköttetést teremtett a Csendes-óceánnal. A város új kikötője személy- és teherforgalmat is kiszolgált, a fenntartó pedig vasúti infrastruktúrát is kiépített. 1982-ben elkészült a Pasco–Kennewick híd (gyakrabban Zöld hídként említve); ez volt a két város közti első közúti kapcsolat. Az elhelyezkedésből mindkét város gazdasága profitált.

### A hanfordi nukleáris komplexum
Kennewick és a Tri-Cities körzet az első világháborúban jelentős változásokon ment keresztül. 1943-ban a szövetségi kormány létrehozta a Richlandtől északra fekvő hanfordi nukleáris komplexumot. Az itt dolgozók mindössze annyi tájékoztatást kaptak, hogy munkájuk a háborút segíti; az üzem valós céljait nem ismerték. A komplexumban előállított plutóniumot használták fel a Hirosima és Nagaszaki bombázása során ledobott Fat Man atombombához is. A nukleáris létesítmény növekedée Kennewick gazdaságára is hatással volt. Az 1940 és 1950 közötti időszakban a város lakossága 1918-ról 10 085 főre emelkedett.
A növekvő forgalom miatt a Columbia folyón megépült a 2×2 sávos Kék híd; az előző műtárgy (Zöld híd) lebontását sokan ellenezték, azonban az átkelőt 1990-ben megszüntették.
Az érvényben lévő rendeletek szerint afroamerikaiak napnyugta után nem tartózkodhattak a városban, emellett általános volt a velük szembeni rendőri és egyéb erőszak. A diszkrimináció-ellenes ítélőtábla a napnyugta utáni kitiltás miatt 1963-ban eljárást indított a város ellen.
A Mount Saint Helens 1980-as kitörése során a városra hulló vulkáni hamu eltakarítása több hónapot vett igénybe. A lerakódó szennyeződések miatt a megfelelő szűrők nélküli gépjárműveket nem lehetett beindítani. A Mount Saint Helens később többször is kitört.
Az 1980-as években két kísérlet is volt a Tri-Cities körzet városainak összevonására: először mindhármat, később már csak Kennewicket és Richlandet kívánták egyesíteni. A javaslatokat csak Richlandben támogatták.

### 1990-től napjainkig
A Toyota Center volt az 1990-es Goodwill-játékok (az olimpiához hasonló rendezvénysorozat) helyszíne.
1996-ban a Columbia folyó partjainál a kennewicki ember 9300 éves maradványaira bukkantak. A csontok miatt konfliktus alakult ki az indiánok és a kutatók között, mivel az őslakosok szerint a maradványok egy felmenőjükhöz tartoznak, és szeretnék méltó módon eltemetni. Egy bírósági ítélet engedélyezte a kutatóknak a csontok vizsgálatát; az eredményeket 2014-ben tették közzé. Egy 2015-ös kutatás megerősítette, hogy az itt élő indiánok valóban a kennewicki ember leszármazottai (mások szerint a maradványok európai eredetűek).

## Földrajz és éghajlat

### Földrajz
Kennewick Kelet-Washingtonban, a Columbia folyó déli partján fekszik. A térség domborzata a Csörgőkígyó-hegyet kialakító mozgásokhoz hasonló folyamatokkal jött létre. Az egykori Vista település ma Kennewick része.
A település a vulkánkitörések során keletkezett bazalton fekszik; a megkövesedett láva nagyobbrészt 14–17 millió éves, de kisebb kitörések még hatmillió éve is voltak. A bazalt néhol látható, azonban nagyobbrészt üledék borítja.
A Columbia folyó által partra hordott üledékből 3–8 millió évvel ezelőtt jött létre a Ringold-formáció. A folyó áradásai miatt ideiglenesen egy új tó (Lewis-tó) keletkezett. Az áradások során Kennewick teljes területe víz alá került.
A Kennewickhez közeli törésvonalak földrengéseket okozhatnak, habár ezek a régióban előforduló mozgásokhoz képest gyengébbek.

### Éghajlat

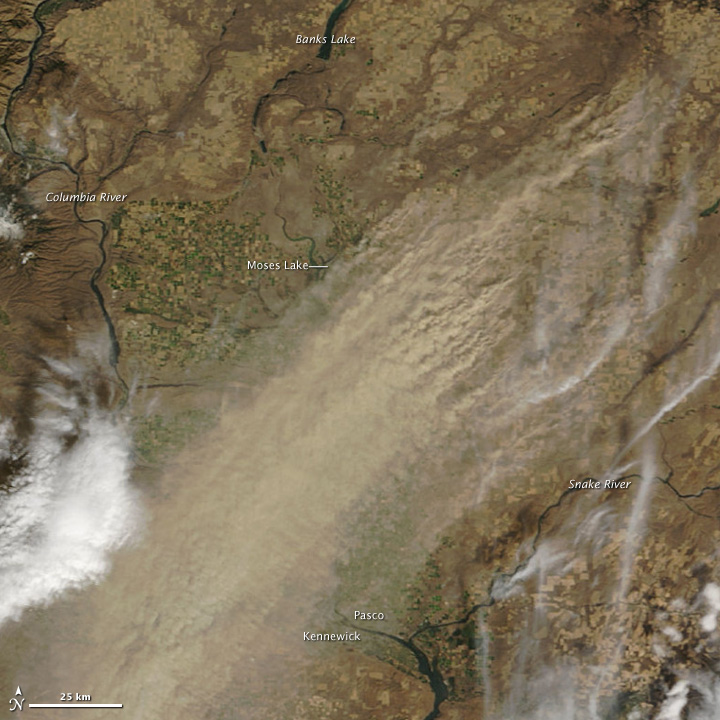
A 2009. október 4-ei porvihar

A McNary gát megépítése előtt a Columbia folyó többször is kiöntött; a legsúlyosabb áradás során egy ember meghalt és 50 millió dollár kár keletkezett. A város alsóbb részeit elöntő áradások a hőhullámok által elolvasztott hó miatt történtek; a gátak megépültét követően ezek veszélye csökkent. Ugyan a Zintel-kanyonon át haladó patak nyaranta általában száraz, a heves esőzések villámárvizeket okozhatnak.
Mivel Kennewick a Columbia-medence alján fekszik, az időjárás telente több napig ködös, a magas légnyomás miatt pedig romlik a levegő minősége. Az inverzió során keletkezett ködben a napi hőmérséklet csak néhány Celsius-fokot változik; az inverzió feletti területeken a hőmérséklet a nagyobb tengerszint feletti magasság ellenére magasabb lesz. Az inverzió jelentősen csökkenti a napsütéses órák számát, továbbá ónos esőt vagy jégdarát is okozhat.
Az éves átlagos szélsebesség 13 km/h, azonban ennél erősebb, kárt okozó légmozgás is lehetséges. A kevés csapadék és az erős szelek miatt tavasszal és ősszel porvihar is kialakulhat. A telente észlelt chinook-szél a levegőből távozó nedvesség miatt magasabb hőmérsékletet okoz; a téli melegrekordok is a légmozgás idején dőltek meg.
A nyári forró hőmérséklet és alacsony páratartalom kedvez az erdőtüzeknek. 2018 során az Interstate 82 mentén kialakuló tűz 2000 hektáron öt lakóépületet semmisített meg. Tornádót 1962 és 2011 között egyszer, 2016-ban észleltek.
A város éghajlata félsivatagi sztyepp (a Köppen-skála szerint BSk).
| Hónap                                   | Jan.  | Feb.  | Már.  | Ápr. | Máj. | Jún. | Júl. | Aug. | Szep. | Okt. | Nov.  | Dec.  | Év    |
| --------------------------------------- | ----- | ----- | ----- | ---- | ---- | ---- | ---- | ---- | ----- | ---- | ----- | ----- | ----- |
| Rekord max. hőmérséklet (°C)            | 21,0  | 23,0  | 28,0  | 33,0 | 40,0 | 42,0 | 42,0 | 43,0 | 38,0  | 32,0 | 26,0  | 20,0  | 43,0  |
| Átlagos max. hőmérséklet (°C)           | 4,5   | 9,1   | 14,4  | 19,3 | 24,1 | 28,3 | 32,6 | 31,6 | 26,4  | 18,6 | 10,1  | 5,3   | 18,7  |
| Átlagos min. hőmérséklet (°C)           | −2,8  | −0,7  | 1,9   | 5,1  | 9,1  | 12,7 | 15,4 | 14,9 | 10,3  | 5,1  | 1,3   | −1,6  | 5,9   |
| Rekord min. hőmérséklet (°C)            | −28,0 | −31,0 | −12,0 | −6,0 | −1,0 | 3,0  | 6,0  | 5,0  | −1,0  | −8,0 | −22,0 | −22,0 | −31,0 |
| Átl. csapadékmennyiség (mm)             | 28    | 19    | 17    | 13   | 15   | 12   | 6    | 7    | 8     | 15   | 29    | 29    | 198   |
| Forrás: Western Regional Climate Center |       |       |       |      |      |      |      |      |       |      |       |       |       |

## Népesség
A 2010-es népszámláláskor a városnak 73 917 lakója, 27 266 háztartása és 18 528 családja volt. A népsűrűség 1039,8 fő/km2. A lakóegységek száma 28 507, sűrűségük 401 db/km2. A lakosok 78,5%-a fehér, 1,7%-a afroamerikai, 0,8%-a indián, 2,4%-a ázsiai, 0,2%-a a Csendes-óceáni szigetekről származik, 12,1%-a egyéb, 4,3%-a pedig kettő vagy több etnikumú. A spanyol vagy latino származásúak aránya 24,2% (   )
A háztartások 37,9%-ában élt 18 évnél fiatalabb. 49,3% házas, 13% egyedülálló nő, 5,7% egyedülálló férfi, 32% pedig nem család. 25,7% egyedül élt; 8,8%-uk 65 éves vagy idősebb. Egy háztartásban átlagosan 2,67 személy élt; a családok átlagmérete 3,22 fő.
A medián életkor 32,6 év volt. A város lakóinak 28,2%-a 18 évesnél fiatalabb, 10,3% 18 és 24 év közötti, 26,8%-uk 25 és 44 év közötti, 23,8%-uk 45 és 64 év közötti, 10,9%-uk pedig 65 éves vagy idősebb. A lakosok 49,9%-a férfi, 50,1%-a pedig nő.

## Gazdaság
A lakosok többsége a hanfordi nukleáris komplexumban, a richlandi kutatólaboratóriumban, továbbá a mezőgazdaságban és az egészségügyben dolgozik. A Columbia Center Mallba Délkelet-Washingtonból és Északkelet-Oregonból is érkeznek vásárlók. A belvárosban és Southridge kerületben is jelentős a kiskereskedelem.
A városban a Lamb Weston és a Tyson Foods mezőgazdasági vállalatok is tartanak fenn telephelyet. A vulkáni hamuval kevert föld jó termőtalajt biztosít. Öntözéshez a Columbia-medence vizét használják; a település magasabban fekvő részein nem lehetséges az öntözés, így ott főképp búzatermesztéssel és haszonállat-tenyésztéssel foglalkoznak.
A gazdaság növekedése miatt a lakások ára is emelkedik, azonban a munkanélküliek aránya az állami és szövetségi átlag felett van. Sok kennewicki az Oregon állambeli Hermistonban és a szintén oregoni Boardmanben dolgozik, azonban a korlátozott lakhatási lehetőségek miatt ingázniuk kell.

## Közigazgatás
A képviselőtestület hét tagból áll; hárman a három választókerületből kerülnek a testületben, míg a másik négy pozíció a választókerülettől független. A polgármestert a testületi tagok választják. Az adminisztrációs feladatokért városmenedzser felel.
Kennewick városa állami szinten a képviselőház 16., míg szövetségi szinten a kongresszus 4. körzetébe tartozik.

## Infrastruktúra

### Egészségügy
A Southridge kerületben fekvő, 111 ággyal rendelkező Trios (korábban Kennewick General Hospital) a régió egyetlen olyan kórháza, ahol gyermekek számára nyújtanak sürgősségi ellátást. A Trios a régióban más ellátóhelyeket is üzemeltet.
A 270 ágyas Kadlec Regional Medical Centerben főleg autóbalesetek sérültjeit látják el.

### Közlekedés

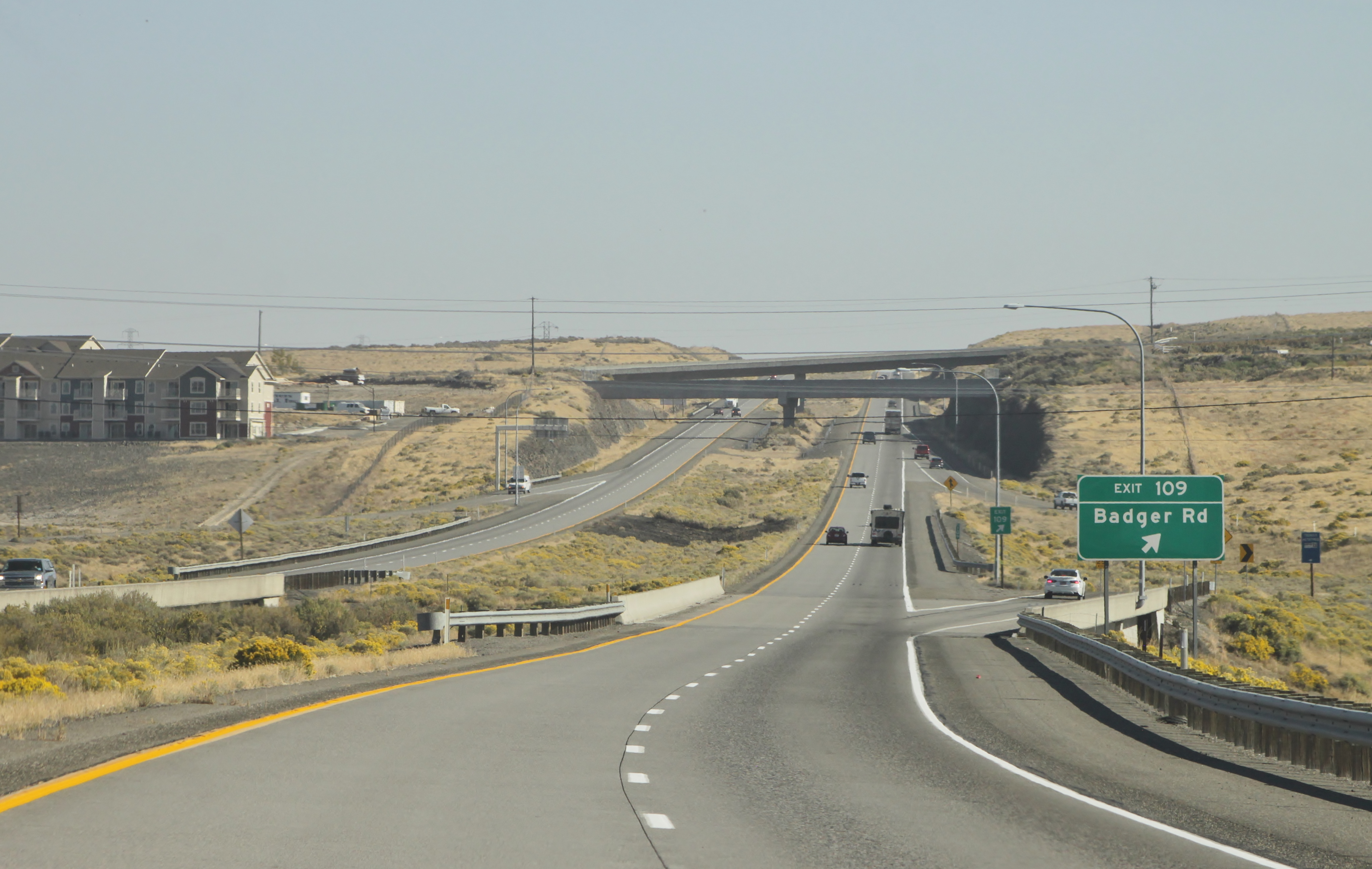
Az I-82 Badger Rd kihajtója

A legközelebbi repülőtér (Tri-Cities repülőtér), vasútállomás és a távolsági autóbuszok megállója is Pascóban található. A kennewicki Vista repülőteret 2013-ban bezárták, területét pedig vegyes felhasználású körzetté alakítják.
A város közúti kapcsolatait az I-82, a US-395, a WA-240 és a WA-397 biztosítja. A finley-i kémiai üzem teherforgalma a WA-397-en halad.
A város tömegközlekedését a Ben Franklin Transit biztosítja, amely mozgáskorlátozottaknak szánt telebusz-szolgáltatást is üzemeltet. A cégnek Kennewickben két pályaudvara van.

### Parkok

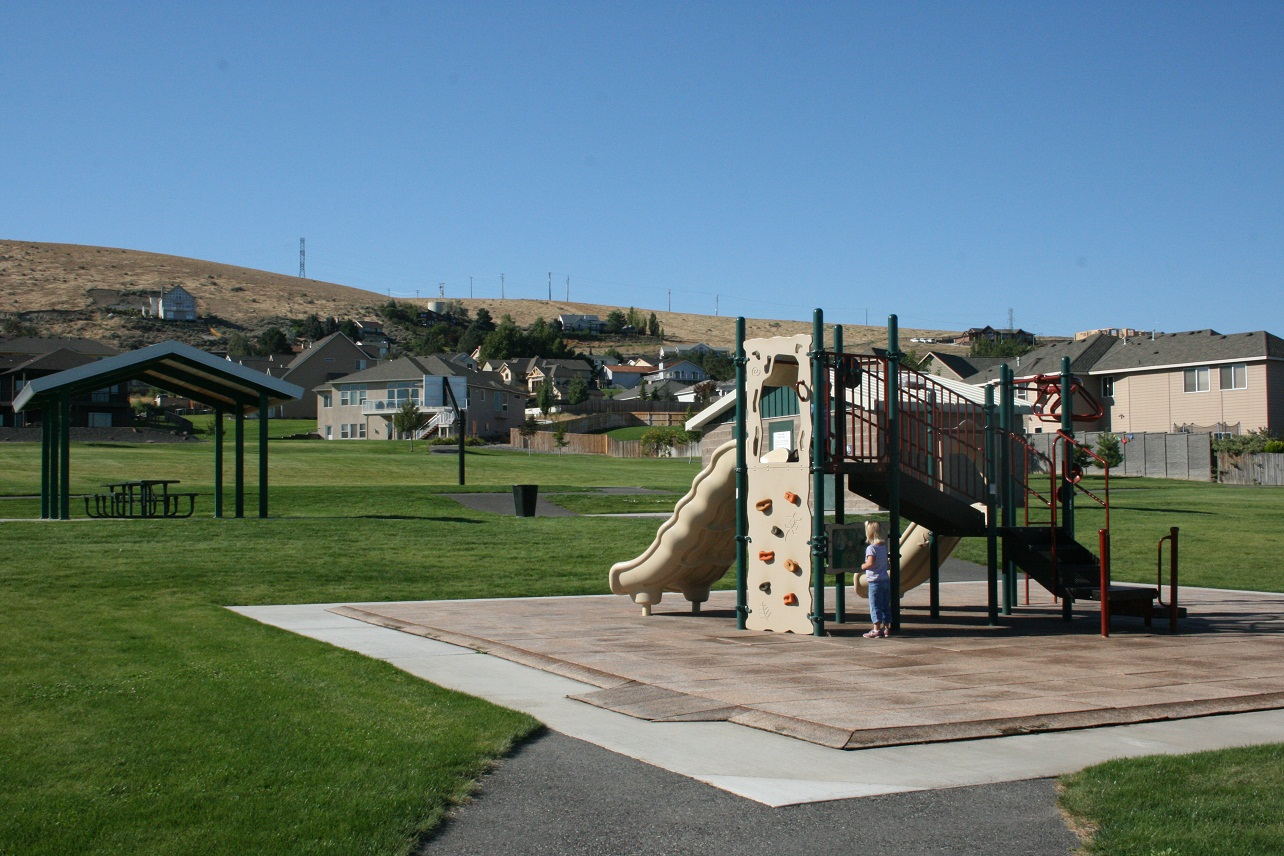
Kennewick Inspiration Park

A parkfenntartásért felelős bizottság 27 parkot, továbbá túrázásra és kerékpározásra alkalmas útvonalakat (például a Sacagawea Heritage Trail kennewicki szakasza) üzemeltet. Több parkban található bérelhető rendezvényhelyszín, továbbá a város több sportcsarnokkal is rendelkezik.
A WA-240 mentén fekvő Columbia Park a richlandi városhatártól a Kék hídig húzódik. A létesítmény keleti oldalán található a háborús veteránok emlékműve, egy golfpálya, egy halastó és egy játszótér is. A Columbia Park és a Richlandhez tartozó Columbia Park West területe összesen 180 hektár.
A US-395 mellett fekvő Southridge Sports and Events Complexben főleg kosárlabda-, röplabda- és baseballmérkőzéseket rendeznek. A helyszínen játszótér és szabadtéri sportpályák is vannak. A komplexum délkeleti határán a 2001. szeptember 11-ei terrortámadások áldozatainak emlékére a Világkereskedelmi Központból származó, tíz méter magas elemet helyeztek el. A sportlétesítmény elkészültét a helyreállított körhinta elhelyezését követően jelentették be.

### Közművek
A víz- és csatornahálózatot a város, az elektromos hálózatot pedig Benton megye üzemelteti. A földgázt a Cascade Natural Gas Corporation biztosítja, a szemétszállításért pedig a Waste Management, Inc. felel.
A város energiaszükségletének 80%-át vízi, további 10%-át pedig nukleáris forrásból fedezik. A fosszilis energiahordozók aránya 5%-a alatt van.

## Oktatás
A 25 évnél idősebb lakosok 86%-a rendelkezik érettségivel, 24%-a pedig BA/BSc-diplomával.
A város iskoláit fenntartó Kennewicki Tankerület intézményeiben 18 000 diák tanul. A Tri-Tech Skills Center szakközépiskolában több mint húsz szakon lehet tanulni.
A városban több magániskola is található; ilyenek például a St. Joseph’s Catholic School és Bethlehem Lutheran School egyházi iskolák.

## Rendezvények
A melegebb időszakban a város parkjaiban több rendezvényt is tartanak. A legnagyobb esemény a júliusban megrendezett HAPO Gold Cup hidroplánverseny és légi bemutató. Az azonos hétvégén megtartott Tri-Cities Water Follies során művészeti kiállítást és kézműves bemutató is rendeznek. Az eseménysorozat évente hetvenezer látogatót vonz.
A Benton és Franklin megyék által megrendezett nyári vásáron haszonállat-bemutatókat, koncerteket és rodeót (Horse Heaven Round-Up) is tartanak.

### Turizmus
A kedvező éghajlat miatt a régióban népszerűek a vízi sportok. A Clover-szigeten szálloda és világítótorony is található, valamint itt van az Ice Harbor Brewing Company sörfőzdéje.
A térségben több mint 300 borászat működik. A turizmusban jelentős szerepet játszik a borkóstolás; a borvidéket a Portland felől érkező kirándulóhajók utasainak is bemutatják.

## Média
A Tri-City Herald kiadója a városban van. A Tri-Cities Journal of Business havilap kiadója jelenteti meg a 60 éven felülieket megcélzó Senior Timest is. A Tú Decides angolul és spanyolul is megjelenő kéthetilap.
A városban elérhető televíziós csatornák a KNDU (NBC), a KVEW (ABC) és a KFFX-TV (FOX).
A településen tizenhat rádióadó rendelkezik sugárzási engedéllyel, emellett több vallási csatorna is működik. A Kennewicki Tankerület a Tri-Tech Skills Centerben iskolarádiót tart fenn. A városban hallhatóak a Northwest Public Radio és az Oregon Public Broadcasting közszolgálati hálózatok adásai is.

## Nevezetes személyek
- Adam Carriker, amerikaifutball-játékos[124]
- Adelle August, színész, az 1952-es Miss Washington[125]
- Damon Lusk, NASCAR-versenyző[126]
- Janet Krupin, színész és énekes[127]
- Jeremy Bonderman, baseballjátékos[128]
- Leilani Mitchell, kosárlabdázó[129]
- Michael J. McShane, szövetségi bíró[130]
- Mike Reilly, amerikaifutball-játékos[131]
- Olaf Kölzig, jégkorongozó[132]
- Ray Mansfield, amerikaifutball-játékos[133]
- Rick Emerson rádiós műsorvezető[134]
- Russ Swan, baseballjátékos[135]
- Scot Pollard, kosárlabdázó[136]
- Shawn O’Malley, baseballjátékos[137]
- Stu Barnes, jégkorongozó[138]

## Fordítás
- Ez a szócikk részben vagy egészben  a   Kennewick, Washington című angol Wikipédia-szócikk ezen változatának fordításán alapul.  Az eredeti cikk szerkesztőit annak laptörténete sorolja fel. Ez a jelzés csupán a megfogalmazás eredetét és a szerzői jogokat jelzi, nem szolgál a cikkben szereplő információk forrásmegjelöléseként.